# 이니셜 D의 자동차
다음은 애니메이션 이니셜 D에 등장하는 자동차 들이다. 이들은 대부분 일본에서 실제로 팔린 차량을 모델로 했으며 등장 차량 외에도 배경으로 등장한 차들이 있다. 여기서는 처음으로 등장한 차량들만 친다. 본 자료는 이니셜 D에 등장한 차량들의 자료를 근간으로 했다. 또한 본 자료에서 게임에 나온 차량은 제외한다.

## 애니메이션 〈이니셜 D〉에 처음으로 등장하는 차량들

### Toyota
- 스프린터 트레노 AE86 3도어 GT-APEX 초기형
  - 본래 차 주인은 후지와라 타쿠미의 아버지 후지와라 분타.
    - 후지와라 분타가 스트리트와 레이싱 현역 시절 연전연승 불패 신화 및 전대미문의 기록으로 레이싱 계를 뒤집었을 때 쓰던 애마.
      - 드라이버는 후지와라 타쿠미(종종 후지와라 분타가 운전하면서 그의 위대함을 보여준다). 2기에서 스도 쿄이치의 랜서 에볼루션 3에 맞아 싸우던 도중 엔진 블로우로 패배. 이 대결 이후에는 AE101의 엔진을 베이스로 하여 최대 회전수 12,000rpm로 셋팅된 경주용 엔진[2]을 디튠하여 11,000rpm으로 낮춘 후 장착해 레이싱에 나섰으며 4기에서 다이키전 이후부터 카본 보닛을 장착했다. 단행본 36권에서는 롤케이지까지 장착한다. 이 엔진은 메이커(Apex)튜닝 엔진으로 분타의 현역 시절 메카닉 마사시를 통해 유통되고 장착된 엔진.
        - 리트럭터블 헤드라이트를 적용한 차량이며 기본 엔진 유닛은 4A-GE(처음 1기와 2기 엔진 블로우 전까지는 오리지널 노멀 엔진으로 최고출력 130마력, 2기 엔진 블로우 이후 새 4A-GE(DOHC 20밸브)의 경우 순정 기준 최고출력 160마력, 작중에 나오는 엔진은 튜닝이 된 것임.)이다.
          - 초기형 GT-APEX에 안개등, 알루미늄 휠, 스티어링 휠을 바꾼 것 외엔 외형과 내부는 노멀 그대로를 가지고 있다. 엔진은 현역 시절 분타가 길들여 놓은 노멀의 4A-GE엔진이 탑재되어 있다. (최고 출력 130마력)

- 코롤라 레빈 AE85
  - 드라이버는 타케우치 이츠키. AE86을 사려고 했으나 잘못 사서 AE85를 사게 되었다. 전체적인 외관은 AE86과 동일하나 엔진이 3A-U형 엔진[3]이다. 이 엔진의 최고출력은 83마력이나, 고압 터보(대포 터보 또는 도깡 터보) 튜닝을 해서 2부 기준에서 최고출력은 150마력까지 오른다.

- MR2 SW20(후미히로의 개인차로 등장)
  - 애니메이션 3기에서는 코가시와 카이의 차량으로 등장한다. 만화책에서 확인된 듯 싶다.

- H100 중기형 하이에이스 웨건 라이드 밴(REDSUNS에서 사용하는 원박스카)

- SV40 토요타 비스타(주유소 사장의 차량)
- 토요타 수프라 JZA80
  - 애니에서 레드선즈가 아키나에 왔을 때 잠시 등장
  - 35권에서 드디어 등장했다. RT.카타기리.SV 팀의 멤버 중 하나인 미나카와 히데오의 차량이다.

### Nissan
- 스카이라인 GT-R BNR32형 V-spec II
  - 작 중 드라이버는 나카자토 타케시로 출력이 공개된 전례는 굉장히 드물다. 두 번 정도 공개되는데 아키나 전에서 약 380마력, 묘우기산 전에서는 이보다 약간 더 높은 395마력.
    - 아키나 전에서 후륜 휠 스핀으로 인해 가드레일에 부딪혀 약간 파손된다.
      - 후에 fifth Stage에서 호우죠 린의 애마로 등장한다.

- 실비아 S13 K's Aero
  - 이케타니 코우이치로의 차량이자, 예전에는 나카자토 타케시의 차량이기도 했다. 1기에서 후지와라 분타의 충고를 듣고 드리프트 연습을 하던 도중 가드레일에 부딪혀 크게 파손된다.

- 180SX RPS13 Type X
  - 켄지의 차량으로 등장 모델은 중기형 또는 후기형. 초기에는 CA18DET 엔진을 채용했지만 여기서는 SR20DET 엔진을 채용했다.

- 실비아 S14 Q's 전기형
  - 나카무라 켄타의 차량으로 등장하며 작중에서는 후지와라 타쿠미 타도를 외치며 빗길에서 대결을 펼치지만 뒷좌석에 이츠키를 태운 타쿠미에게 보기좋게 패하고 만다. 이후에는 주로 코스 정찰용으로 나온다. 최고출력은 170마력. S14 Q's에 얹힌 SR20DE 엔진이 160마력인 것을 감안하면 큰 차이가 없다.

### Mazda
- 사반나 RX-7 FC3S ∞Ⅲ
  - 타카하시 료스케의 차량으로 최고출력은 원래는 약 350마력이었으나 대 후지와라 타쿠미 전에서 260마력으로 완전히 내려버렸다. 원래 사용되던 13B-T형 엔진의 터빈을 바꾸는 방식으로 엔진을 사용했다고 볼 수 밖에 없을 정도로 자주 등장하지 않는 편. Fifth Stage에서는 리어 윙과 카본 본넷을 사용하는 등, 차체를 전체적으로 개조했다.

- 앙피니 RX-7 FD3S Type R
  - 최고출력은 350마력 전후. 드라이버는 타카하시 케이스케로 트윈터보를 장착하고 있으며, 4기 때 한번 대파된 경력이 있다. 호시노 코조(신의 발)전 직전에 RE 아메미야의 바디킷을 얹어 새롭게 탄생된다. 또한 동 작품의 4기에서는 이와세 쿄우코가 드라이버로 나오는, 케이스케의 차량과 동일한 모델인 검은색 FD3S Type R 및 갤러리 3인조가 타고 온 FD3S Type R이 등장하는데 쿄우코의 차는 싱글터빈을 얹어 최고출력 330마력을 낸다.
  - RX7 FD(전기형)
  - 아카기 레드선즈가 올때 잠시 등장했다.컬러는 짙은 녹색이며 케이스케의 차량과는 다른점이 스포일러가 더 낮아졌다.[레드선즈 멤버의 차다]

### Honda
- 시빅 EG6 SiR Ⅱ
  - 쇼지 싱고의 차량으로 레이스에 나오는 차량 중에서 드문 전륜구동이다.(4기 이전까지 등장한 전륜구동 차량은 시빅 EG6 뿐이었다.) 드리프트보다는 그립 쪽에 중점을 뒀고 신고 자신이 검테이프 데스매치에 자신 있다고 했기 때문에 배틀 때 타쿠미를 어렵게 했지만 더블 크래쉬를 노리다 오히려 가드레일에 충돌하여 크게 파손된다.
- 시티 AA형
  - 타쿠미가 아르바이트하는 주유소에서 세차할 때 잠깐 나온 승용차
- 혼다 인테그라 타입R
  - 원작에서 나가자토 타케시의 앞을 막고있다가 추월당한 차량이다.

### 기타 차량
- 스바루 삼바
  - 주유소의 유류차량으로 등장했다. 일본 스바루사의 경트럭이다.
- Mercedes Benz E Class W210형
  - 나츠키의 ‘파파’가 타는 차량. 1995년형으로 추측된다.
- 닛산 실에이티 RPS13
  - 마코와 사유키의 차량. 원래는 실비아의 앞부분과 180SX의 뒷 부분을 합친 차량이다. 두 차량은 기본적 골격이 동일한 관계로 사고로 파손된 차량을 합친 경우가 많았는데, 1998년에 닛산에서 한정적으로 팔았던 전례가 있다. 하지만 실제로 탄 사람들에 의하면 차라리 직접 만든 것이 더 나았다는 이야기가 많았다고 한다.

## 애니메이션 〈이니셜 D Second Stage〉에 처음으로 등장하는 차량

### Toyota
- 코롤라 레빈 AE86 GT-APEX
  - 드라이버는 아키야마 와타루. 2기와 5기에 등장하는데 2기에는 고압 터보(도깡 터보 또는 대포 터보)를 얹었고 5기에서는 슈퍼차져를 얹었다. 5기에서는 카본파이버 보닛도 장착한다.

- 마크 Ⅱ X100형
  - 탑승자는 없지만 의외로 배경에서 등장한다.

### Mitsubishi
- 랜서 에볼루션 Ⅲ GSR CE9A
  - 드라이버는 스도 쿄이치. 색은 검은 색으로 최고출력은 350마력. 2기에서 후지와라 타쿠미의 AE86 엔진이 블로우 되게 한 장본인으로 3기에서 홈 코스인 닛코 이로하자카에서 타쿠미와 다시 한번 격돌한다. 일본의 미쯔비시사가 WRC에서 사용하던 ALS(Anti-Lag System, 작내에선 미스파이어링 시스템이라고 명칭.) 튜닝이 되어있으며, 액셀 소강시에 푸드득 하는 소리를 낸다.

- 랜서 에볼루션 Ⅳ RS CN9A
  - 드라이버는 이와키 세이지. 아키나 전에서 타쿠미의 86에 패배한다. 2기에서 타쿠미가 처음으로 격돌한 상대.
    - 280마력 하이파워 터보

- 랜서 에볼루션 Ⅴ CP9A
  - 엠페러 군단이 이끌고 있는 차량 중의 하나로 등장. 엠페러 군단은 랜서 에볼루션만으로 이루어진 팀이다.

### 기타
- 이스즈 엘프 5세대 모델(1993년부터 1999년까지 생산된 모델)
  - 작 중에서 엔진 블로우 된 타쿠미의 AE86을 견인하는 차량으로 등장
- 드로리언
  - 애니메이션 제 2화에서 주차된 차량 중에 등장한다.
- 닛산 글로리아 Y33형

## 극장용 애니메이션 〈이니셜 D Third Stage〉 첫 등장 차량
- Toyota MR2 SW20 G-Limited
  - 코가시와 켄의 차량으로 후미히로의 차와는 다른 모델. 아들인 코카시와 카이가 배틀용으로 탔던 차이다. G-Limited에는 도요타의 엔진으로 밑의 Celica GT-Four에 얹힌 3S-GTE 엔진의 기본형인 3S-GE 엔진이 얹혔다.
- Toyota 셀리카 GT-Four ST205
  - 타쿠미의 축구 동아리 시절 선배였던 미키의 차량. 은색으로 3S-GTE 엔진을 채용했다. 원래는 랠리에서 랜서 에볼루션과 경쟁했던 모델이다. 하지만, 1995년에 부정한 방법을 사용하다 발각되어 WRC에서 추방당했다.

## 위성방송 애니메이션 〈이니셜 D Fourth Stage〉 첫 등장 차량

### Toyota
- 알테자 SXE10 RS200
  - 해외에서 Lexus IS로 팔린 모델이 바로 알테쟈이다. 다만 해외로 수출된 차량은 주로 AS200 및 AS300 모델이 각각 IS200과 IS300으로 수출된 바 있고 본 차량은 국내 GT 챔피언십에 경주차로 나간 바가 있다. 탑승자는 아키야마 노부히코. TRD 튜닝 사양이다. 본 차에 얹힌 엔진은 MR-2 G-Limited에 얹힌 엔진과 동일하다.
- 셀시오 UCF10~UCF20?
  - 정확한 형식은 확인 불능. 드라이버는 원 폭주족 리더였던 이라고 하는데 만화책과 애니메이션이 다르다. 만화책에는 FY33형 시마가 등장하는데 애니메이션에서는 본 차량이 등장한다. 해외에서는 렉서스 LS400으로 팔렸다.
- bB(초대 모델)
- 크라운
  - 탑승자는 없으나 작품에 등장하는 차량들. 크라운 같은 경우는 어떤 모델인지 확인이 안 된다.

### Nissan
- 스카이라인 ER34 25GT Turbo 쿠페
  - Fourth Stage 첫 상대인 Seven Star Leaf의 업힐전 차량. 케이스케와 격돌했다가 케이스케에게 깨졌다. 최고출력은 400ps.
- 실비아 S15 Spec-R
  - 도쿄에서 온 2인조가 탄 차량.AE85에게 제대로 깨졌다.
- 스카이라인 GT-R BNR34 Vspec Ⅱ Nür
  - 드라이버는 호시노 코조. 퍼플 쉐도우 전에서 케이스케의 FD3S를 상대한 차량인데 실 모델은 무려 2002년에 한정으로 생산된 Vspec Ⅱ Nür. 컬러는 Millenium Jade Metalic.
- 바네트 S20
  - 프로젝트 D 멤버들의 서포트카. 총 3대가 나오는데 그 중 2대는 힐 클라임과 다운힐 담당 머신 각각의 부품 및 정비용품을 싣고 다니고, 나머지 1대는 기타 비품들을 싣고 다닌다.
- 세드릭 Y33
  - 탑승자는 없다. 참고로 만화책에서는 본 차 외에 시마가 등장했으나 애니에서는 셀시오로 교체되었다.

### Mazda
- 유노스 로드스터 NA6C S Special
  - Fourth Stage 첫 상대인 Seven Star Leaf의 다운힐전 차량. 타쿠미의 도랑타기 기술을 따라하다가 차가 뒤집히는 참극을 당했다. 배기량을 1,800cc로 키우고 독립 스로틀까지 얺어 최고출력은 190마력이었다.

### Mitsubishi
- 랜서 에볼루션 Ⅴ CP9A GSR
  - 이름은 게임 및 애니메이션 등지에서 각각 다르게 나오며 랜서 에볼루션 Ⅴ는 이미 Second Stage에서 단역으로 출연한 전력이 있다.
- 랜서 에볼루션 Ⅵ CP9A GSR T.M.Edition
  - 등장인물 페이지에는 랜서 에볼루션 Ⅵ 토미 마키넨 에디션 페이지가 따로 링크 된다. 이를 통해 본 페이지에서도 간단하게 알 수 있게 해 놨다.

### Honda
- 시빅 EK9 Type R
  - 작 중에 2대가 등장하는데 다이키의 차와 토모유키의 차가 다르다. 토모유키의 차량 보닛은 다이키의 차와는 달리 카본 보닛이었으며 일본의 튜닝사인 SPOON에서 튜닝한 사양으로 나왔다.
- 인테그라 DC2 Type R
  - 사카이가 운전하는 차량. 케이스케와 격돌했는데 VTEC 엔진에 터보가 조합된 특이한 튜닝 방식을 취했다.
- S2000 AP1
  - 조지마 토시오가 운전 하는 차량으로 타쿠미와 격돌했었다. 외관은 MPF의 2세대 데모카와 상당히 닮은 편으로 보디 컬러는, Fourth Stage의 설정을 계승하는 ARCADE STAGE 4에서 MPF의 데모 카와 같이 〈롱 비치 블루 펄〉이라고 표기된다.[4]
- 디오 AF62
  - 본 작에서 유일하게 등장한 2륜자동차. 스쿠터 타입의 모터바이크로 노면의 미묘한 경사 및 손상된 상태를 확인할 때 쓰였다.
- 피트
  - 탑승자 없음

### Subaru/Suzuki
- 스바루 임프레쟈 GC8V WRX STi type R Version V
  - 후지와라 분타가 아들인 AE86을 타쿠미의 명의로 변경한 후 타쿠미의 드라이빙 특훈을 위해 자신이 레이서일 때 같이 했던 메카닉인 마사시를 통해 구입한 차. 코드명은 GC8-V이다.
    - 아키나에서 타쿠미를 상대로 간단히 시험해서 타쿠미에게 패닉과 4륜구동 콤플렉스를 안겨주어 드라이빙 테크닉을 한 단계 올린 장본인.
      - 후지와라 분타의 이름을 본뜬 '분프레자'라고 불린다. 또한 임프레자와 분프레자는 달리 구분시킨다. 이니셜D 게임에서도 기어업6회 먼저 조작하고 다운2회 조작한 후, 브레이크 페달을 밟은 상태에서 파란색의 뷰체인지 버튼을 누르면 "쿵" 소리와 함께 GC8-V가 뜬다.

- 스즈키 카푸치노 EA11R
  - 후지와라 타쿠미가 빗속에서 사카모토를 상대로 벌였던 다운힐 배틀에서 사카모토가 몰았던 차량. 무려 경형 로드스터다. 일본의 경자동차 규격은 배기량이 최대 660cc인 관계로 타쿠미가 상대할 당시 상당히 난감해했었던 차량이다.

- 스바루 알시오네 SVX
  - 작중 탑승자 없음.

### 기타 메이커/외국차
- 메르세데스 벤츠 A 클래스
  - 작중 탑승자는 없다.

## 위성방송 애니메이션 〈이니셜 D Fifth Stage〉 첫 등장 차량

### TOYOTA
- 토요타 AE86 스프린터 트레노 2-Door
  - 이누이 신지가 타는 차량으로, 이후 애니메이션의 마지막 단계인 Final Stage에서 후지와라 타쿠미의 라이벌로 등장한다(카나가와 지역 제 4전 다운힐).
- 토요타 MR-S G-Limited
  - 코카시와 카이가 타는 차로, 사실 MR-2는 카이 자신의 차가 아닌, 아버지인 코카시와 켄의 차량이었다. SV 카타기리에 입단하면서 이 차를 구매하였는데, 이러한 이유로 미드쉽 빠돌이라는 별명까지 얻고 있을 정도. 이 작품에서 타쿠미와 재대결을 펼쳤다.
- 토요타 수프라 RZ
  - SV 카타키리의 미나카와 히데오가 타는 차량으로, 다카하시 케이스케와 장기전을 펼쳤으나, 타이어 소모 등으로 인하여 리타이어가 된 불운의 차량. 실제 차량은 대한민국에서 매니아들 사이에서 알아줄 정도로 강력한 차량이지만, 애니메이션에서는 아쉬움이 남는 차량이나 1990년대 JGTC에서는 직렬 4기통 엔진을 얹어서 참전한 전력이 있었다. 경주차와 실제 양산차의 괴리감이 컸던 차량.

### HONDA
- 혼다 NSX
  - 사이드 와인더의 레이서이자 호죠 린의 동생인 호죠 고우의 차량으로, 타카하시 케이스케와 정면 대결을 펼치게 될 차량이다. 이니셜 D 역사상 최강의 성능을 자랑하는 미드쉽 엔진 레이아웃의 슈퍼카이자, 자연흡기 차량이다.

### MITSUBISHI
- 미쓰비시 랜서 에볼루션 7
  - 팀 246의 코바야카와가 타는 차량으로, 타카하시 케이스케의 RX-7과 대결을 펼치고 있다. 해당 차량의 색상은 노란색이다.

### MAZDA
- 마쓰다 미아타 로드스터
  - 팀 246의 리더 오미야가 타는 차량으로, 후지와라 타쿠미와 대결을 펼치나, GT 윙이 부러지면서 리타이어되어 뼈저린 패배를 맛본다. 해당 차량의 색상은 주황색이다.

### NISSAN
- 닛산 페어레이디 Z(Z33) 쿠페
  - 팀 스파이럴 소속 레이서 이케다 류지가 타는 차량으로, 사신이라 불리는 호죠 린의 폭주를 막는 데 일조한 차량이다. 실제로 이 차량은 대한민국에서도 병행 수입으로 탈 정도로 꽤나 유명한 차량이다.(대한민국에서는 자트코의 7단 자동변속기가 장착된 370Z부터 정식 수입 중이다.)

- 닛산 스카이라인 GTR(BNR32)
  - 호죠 린이 타는 차량으로,타카하시 료스케와 배틀을 하게 된다.